# Diego Martín (attore)
Diego Martín Gabriel (Madrid, 21 settembre 1974) è un attore spagnolo che lavora in campo cinematografico, teatrale e televisivo.

## Biografia
Nato a Madrid, ma cresciuto a Valladolid, dopo il liceo si è iscritto all'università per studiare legge, ma ha abbandonato gli studi per diventare attore. Incomincia a studiare recitazione nel 1993, frequentando alcuni corsi di formazione base per poi iscriversi alla scuola di Juan Carlos Corazza. Ottiene il suo primo e piccolo ruolo in Resultado final, ultimo film del regista Juan Antonio Bardem. Il primo ruolo di rilievo è quello del Jaime Castro nelle serie televisiva poliziesca Policías, en el corazón de la calle, interpretato dal 2000 al 2003. Nel corso degli anni si ritaglia altri ruoli in produzioni televisive come Aquí no hay quien viva e Hermanos & detectives.
Nel 2006 interpreta Perotto, il guardiano di Lucrezia Borgia, in Los Borgia di Antonio Hernández. L'anno seguente recita in Mataharis di Icíar Bollaín. Nel 2010 interpreta il ruolo di Alejandro in Tres metros sobre el cielo, remake spagnolo di Tre metri sopra il cielo, e nel sequel del 2012 Tengo ganas de ti. Sempre nel 2012 è protagonista, assieme a Leticia Dolera, del film horror Rec 3 - La genesi. Dal 2014 interpreta il ruolo di Enrique Otegui nella serie televisiva Velvet.

## Filmografia

### Cinema
- Resultado final, regia di Juan Antonio Bardem (1998)
- Días de fútbol, regia di David Serrano (2003)
- Intrigo a Barcellona (Art Heist), regia di Bryan Goeres (2004)
- El asombroso mundo de Borjamari y Pocholo, regia di Juan Cavestany e Enrique López Lavigne (2004)
- Los Borgia, regia di Antonio Hernández (2006)
- Días de cine, regia di David Serrano (2007)
- Mataharis, regia di Icíar Bollaín (2007)
- Un buen día lo tiene cualquiera, regia di Santiago Lorenzo (2007)
- El último justo, regia di Manuel Carballo (2007)
- Pájaros de papel, regia di Emilio Aragón (2010)
- Tres metros sobre el cielo, regia di Fernando González Molina (2010)
- Una hora más en Canarias, regia di David Serrano (2010)
- Amigos..., regia di Marcos Cabotá e Borja Manso (2011)
- Rec 3 - La genesi (REC 3: Génesis), regia di Paco Plaza (2012)
- Tengo ganas de ti, regia di Fernando González Molina (2012)
- Gente en sitios, regia di Juan Cavestany (2013)
- Tenemos que hablar, regia di David Serrano (2016)
- Sin rodeos, regia di Santiago Segura (2018)
- Continuer, regia di Joachim Lafosse (2018)
- Proiettile vagante 2 (Balle perdue 2) regia di Guillaume Pierret (2022)
- The Deep Dark: discesa nell'abisso, regia di Mathieu Turi (2023)

### Televisione
- Periodistas – serie TV, episodio 3x13 (1999)
- Compañeros – serie TV, episodio 4x13 (1999)
- Policías, en el corazón de la calle – serie TV, 83 episodi (2000-2003)
- 7 vidas – serie TV, episodio 6x09 (2003)
- Una nueva vida – serie TV, 4 episodi (2003)
- Paraíso – serie TV, episodio 4x07 (2003)
- De moda – serie TV, 23 episodi (2004-2005)
- Aquí no hay quien viva – serie TV, 56 episodi (2003-2006)
- Hermanos & detectives – serie TV, 26 episodi (2007-2009)
- La duquesa, regia di Salvador Calvo – miniserie TV (2010)
- La duquesa II, regia di Salvador Calvo – miniserie TV (2011)
- Doctor Mateo – serie TV, 15 episodi (2010-2011)
- Frágiles – serie TV, episodio 1x03 (2012)
- Familia – serie TV, 7 episodi (2013)
- Io ti troverò (Niños robados), regia di Salvador Calvo – miniserie TV (2013)
- Los misterios de Laura – serie TV, episodio 3x04 (2014)
- Un village français – serie TV, episodio 6x05 (2014)
- Velvet – serie TV, 44 episodi (2014-2016)
- El ministerio del tiempo – serie TV, episodio 3x07 (2017)
- Velvet Collection (Velvet Colección) – serie TV, 21 episodi (2017-2019)
- L'alienista (The Alienist) – serie TV, 5 episodi (2020)
- Élite – serie TV, 16 episodi (2021-in corso)
- Élite - Storie brevi (Élite - Historias breves) – miniserie TV, 4 episodi (2021)

## Doppiatori italiani
Nelle versioni in italiano dei suoi film, Diego Martín è stato doppiato da:
- Emiliano Coltorti in Velvet, Velvet Colección
- Gianfranco Miranda in Élite, Élite - Storie Brevi
- Ruggero Andreozzi in Rec 3 - La genesi
- Gianluca Crisafi in Io ti troverò